# Li (Baoding)
Der Kreis Li (蠡县; Pinyin: Lǐ Xiàn) gehört zum Verwaltungsgebiet der bezirksfreien Stadt Baoding in der chinesischen Provinz Hebei. Er liegt im Südosten von Baoding. Li hat eine Fläche von 649,8 Quadratkilometern und zählt 505.572 Einwohner (Stand: Zensus 2010). Sein Hauptort ist die Großgemeinde Liwu (蠡吾镇).

## Administrative Gliederung
Auf Gemeindeebene setzt sich der Kreis Li aus acht Großgemeinden und fünf Gemeinden zusammen. 